# Маркович, Дарко
Дарко Маркович (черног. Дарко Марковић; 15 мая 1987, Титоград, Югославия) — черногорский футболист, полузащитник клуба Третьей лиги Черногории «Титоград».

## Карьера
Начал профессиональную карьеру в 2002 году в составе подгорицкой «Будучности». В 2003 году перешёл в «Зету» и выступал за этот клуб до 2007 года и за это время сыграл в 95 матчах и забил 6 голов. В начале 2008 года подписал контракт с ташкентским «Пахтакором» и выступал за узбекский клуб до середины 2011 года. За это время он стал одним из лидеров «Пахтакора» и за три с половиной сезона проведённых в «Пахтакоре», он сыграл в 96 матчах и забил 17 голов.
В середине 2011 года вернулся в Черногорию и стал игроком «Дечича», но позднее перешёл в венгерский клуб «Уйпешт», за которого сыграл 24 матча и забил один гол. Пол сезона в 2013 году был членом черногорского клуба «Ловчен». Со второй половины 2013 года и до начала 2015 года выступал за «Могрен», в котором сыграл 43 матча и забил 7 голов. С 2015 года является игроком боснийского клуба «Младост».
Некоторое время был членом молодёжной сборной Черногории, за которого сыграл 12 матчей и забил 3 гола.